# Hymenochaete reticulata
Hymenochaete reticulata är en svampart som beskrevs av Parmasto 2001. Hymenochaete reticulata ingår i släktet Hymenochaete och familjen Hymenochaetaceae.   Inga underarter finns listade i Catalogue of Life.